# انقلاب 18 برومير (فرنسا)

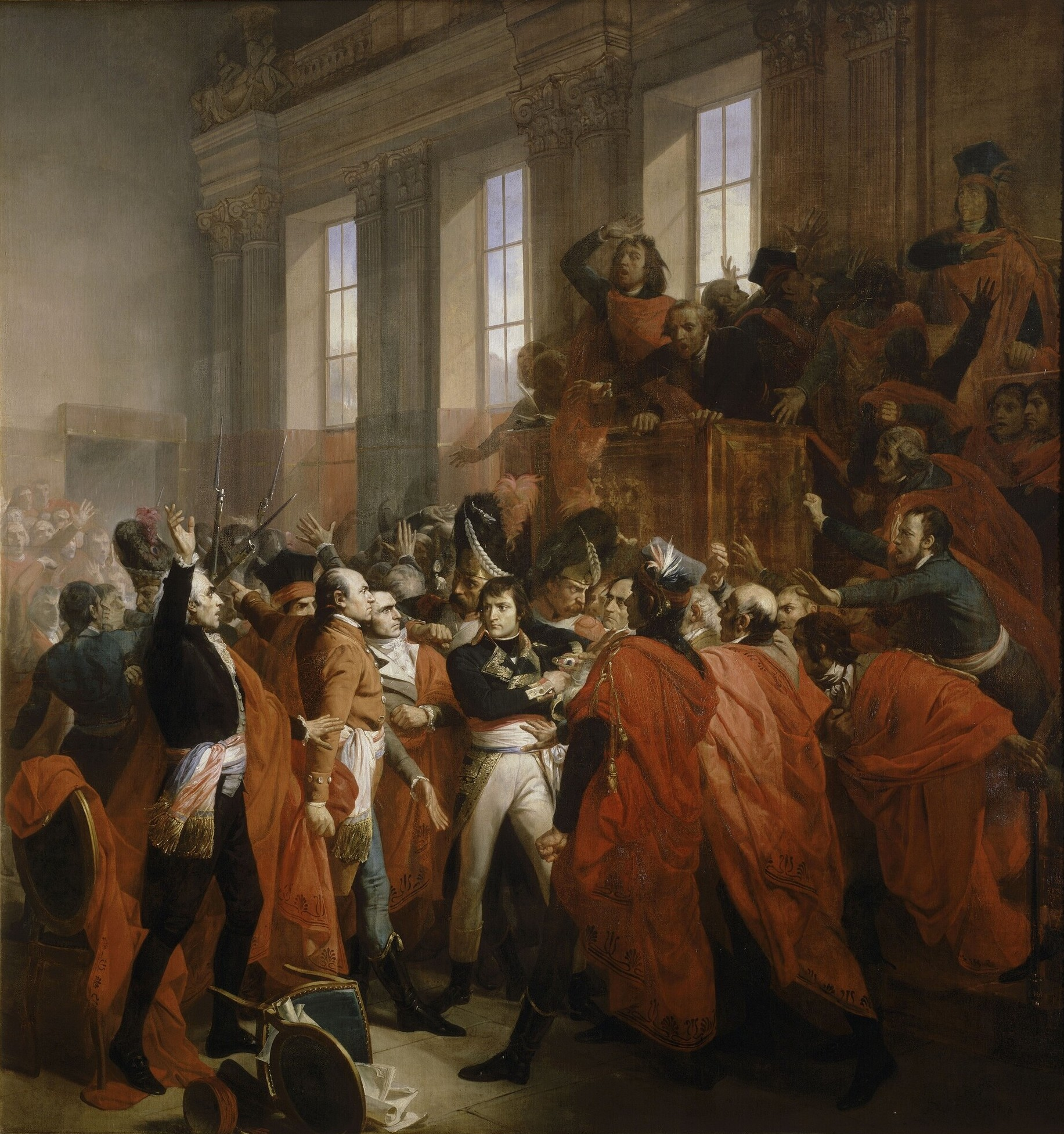
لوحه فنيه عن انقلاب نوفمبر في فرنسا

انقلاب 18 برومير (بالفرنسية coup d'État du 18 brumaire) : هو الانقلاب الذي قام به نابليون بونابرت في 18 برومير السنة الثامنة (9 نوفمبر/تشرين الثاني 1799)، أطاح بحكومة المديرين، وأوجد بدلاً عنها حكومة القناصل، وفيها سيكون نابليون القنصل الأول.